# 메트로 프롬나드
메트로 프롬나드(일본어: メトロプロムナード, Metro Promenade)는 도쿄 지하철(도쿄 메트로) 마루노우치 선 신주쿠역 ~ 신주쿠 3초메 역을 잇는 지하 연락 통로이다.
원래의 명칭은 메트로폴리탄프롬나이드(일본어: メトロポリタンプロムナード)였지만 2003년에 현재의 명칭으로 바뀌었다.
2004년 4월 27일에는 신주쿠 역 부근에 '지하철을 편리하고 즐겁게 바꾸다'(地下鉄の駅を便利に楽しく変える)라는 컨셉의 EKIBEN 프로젝트를 통해 지하 직영 매장(메트로피아) 11개(LUSH, 미니프라, H.I.S 등)가 개점되었다.

## 출입구
- A1 미쓰비시 마루에 빌딩, JTB 신주쿠 교원
- A2 마루이시티 신주쿠
- A4 마루이 · 기타 빌딩
- A5 빅쿠로
- (A6은 폐쇄중)
- A7 다카노
- A8 루미네 이스트 신주쿠
- A9 JR 신주쿠 역 중앙 동쪽 출구
- A10 메트로 식당가
- A12 JR 신주쿠 역 서쪽 출구
- A15 오다큐 백화점
- A16 도쿄 도청
- A18 신주쿠 엘 타워
- (B1은 도에이 신주쿠 선으로의 계단)
- B2 산화도요 빌딩, 영화가, 신주쿠 3초메 교차점
- B3 이타센 신주쿠 점, 신주쿠 문화 센터
- B4 이타센 신주쿠 점
- B5 미쓰이스미토모 은행(이타센 내), 이타센 신주쿠 점
- B6 가와세 빌딩
- B7 기노쿠니야 빌딩, 신주쿠구약소
- B8 미쓰미네칸
- B9 마루이 신주쿠 동쪽 빌딩 (구 마루이양 신주쿠 → 마루이카렌 신주쿠）
- B10 서브나이드, 세이부신주쿠 역
- (B11은 폐쇄중)
- B12 미쓰이스미토모 은행(알타 옆)
- B15 신주쿠 팔레트
- B16 오다큐 헐크
- C1 JTB, 게이오 신주쿠 3초메 빌딩
- C2 산화도요 빌딩, 신주쿠 구약소
- C3 히가시신주쿠 빌딩, 미즈호 은행
- C4 게이오 신주쿠 3초메 제2빌딩
- C5 신주쿠 교원, 가나메 거리
- C6 신주쿠 구약소, 하나조노 신사
- C7 파크시티 이세탄, 도쿄 후생 연금 회관
- C8 빅스 신주쿠 빌딩, 야시마 학원 고등학교

## 같이 보기
- 신주쿠역
- 신주쿠 3초메 역